# Victor Orsel
André Jacques Victor Orsel (født 25. maj 1795 i Oullins ved Lyon, død 1. november 1850 i Paris) var en fransk maler.
Efter læreårene i Lyon og Paris (under Guérin med flere) kom han 1825 til Rom, hvor han sluttede sig til Overbeck og de andre klosterbrødre fra San Isidoro. Denne nazarenske påvirkning er kendelig i Orsels storladne og skønne kunst, der tilmed er i høj grad dekorativ og derfor udmærket egner sig til arkitekturudsmykning. Sine dekorative værker udførte Orsel med voksfarver på murværket, således i de to af ham og Alphonse Périn udsmykkede kapeller i Paris' Notre Dame de Lorette; endvidere et mægtigt maleri i Notre Dame de Fourvières i Lyon. Mange af Orsels arbejder ses nu i museet i Lyon (Abels død, 1824; Moses findes med flere). Louvresamlingen ejer adskillige af hans betydelige tegninger.